# Abraham Ávalos Ceja
Abraham Ávalos (Sahuayo, Michoacán, México, 29 de enero de 1991) es un futbolista mexicano que actualmente juega como delantero para el Zacatecas Fc de la Segunda División de México.

## Clubes
| Club                         | País                | Año             | Partidos | Goles | Media |
| ---------------------------- | ------------------- | --------------- | -------- | ----- | ----- |
| Irapuato FC                  | México              | 2012 - 2013     | 23       | 6     | 0.26  |
| Club Zacatepec               | México              | 2014            | 2        | 0     | 0     |
| Atlético Chiapas             | México              | 2014            | 10       | 5     | 0.5   |
| Internacional de Acapulco FC | México              | 2015            | 12       | 8     | 0.67  |
| Tampico Madero               | México              | 2015 - Presente | 25       | 9     | 0.36  |
| Total en su carrera          | Total en su carrera | 2012 - Presente | 72       | 28    | 0.39  |